# Islam and the Future of Tolerance
Islam and the Future of Tolerance: A Dialogue is een boek uit 2015, geschreven door de Amerikaanse nieuw-atheïstische auteur Sam Harris en de Britse activist en islamhervormer Maajid Nawaz. In 2018 werd het boek verfilmd met dezelfde titel.

## Inhoud
Het boek is geschreven in de vorm van een dialoog tussen Harris, een atheïst en religiecriticus en Maajid Nawaz, een voormalige islamist die een progressief-liberale activist is geworden en naar hervorming van de islam streeft. Harris beargumenteert dat de doctrines van de islam gevaarlijk zijn, terwijl Nawaz de islam verdedigt met het argument dat die gevaarlijke doctrines inmiddels zijn ingehaald door tradities. Nawaz stelt verder dat de islam net als alle andere religies openstaat voor hervorming en haar plaats zal vinden in een seculiere wereld.
Het boek is gepubliceerd met het expliciete doel om ingewikkelde gesprekken over de islam te bevorderen zonder "te ontsporen in vooroordelen of karikaturen". Het boek verkent ook de verschillen tussen de islam als religie en het islamisme als politieke ideologie.

## Receptie
The Economist schreef in een recensie dat het "een korte maar intensieve dialoog" is en merkte op dat "Nawaz soms ontwapenend eerlijk en direct is." Verder stelde de krant dat Nawaz erkent dat hervormingsgezinden moslims zoals hij een minderheid zijn, maar hij benadrukt dat islamisten ook een minderheid zijn, aangezien de meerderheid bestaat uit conservatieve moslims. Na een bespreking van de percentages van politieke islamisten, vrijzinnigen en sociaal-conservatieven in de moslimgemeenschappen, en een voorspelling van hoe groot de kans is dat de vrijzinnigen succes zullen hebben in zoverre als ze steun krijgen van de conservatieven, verklaarde The Economist deze uitdaging een "enorme klus" en merkte op: "niet raar dat Harris beleefd sceptisch is."
New Statesman noemde het "iets wat op een eenhoorn lijkt" en prees het boek voor het bespreken van "het islamisme en jihadisme vanuit historisch en filosofisch perspectief, zonder enig spoor van sentiment of dogma." Brian Stewart van de National Review beoordeelde het boek ook positief, noemde het "uitdagend en profaan" en loofde de auteurs voor "de ijver om een vonk op te wekken".
Publishers Weekly gaf het ook een positieve recensie en merkte op dat "Harris, die zijn provocerende stijl volhoudt, vragen stelt en ultimata opwerpt naar Nawaz, die behendig repliceert met goed-beargumenteerde en doordachte antwoorden die informerend en inspirerend zijn." Volgens cognitiewetenschapper Steven Pinker is "deze eerlijke en intelligent dialoog een  eersteklas verkenning van de intellectuele en morele kwesties waar het over gaat."
In recensies voorafgaand aan de publicatie schreef Kirkus Reviews dat "een breder scala aan standpunten zou deze discussie wellicht waardevoller hebben gemaakt, maar lezers met een voorspelbare onkritische mening over de islam zullen hier een heleboel van leren." Bij de New York Journal of Books schreef Tara Sonenshine: "Het antwoord dat zij [Nawaz en Harris] lijken te suggereren kan liggen in de aloude kunst van het gesprek, hetgeen dit boek levert."
Canadese auteur en islamhervormer Irshad Manji recenseerde het boek voor de The New York Times: "Hun uitwisseling van gedachten verheldert meerdere misverstanden die het publieke debat over de islam teisteren." Ze schreef dat "Harris gelijk heeft dat liberalen hun zwijgen over de religieuze motieven achter veel islamistische terreur moeten beëindigen. Tegelijkertijd zou hij broodnodige kritiek moeten leveren op een andere dubbele moraal waardoor liberalen de neiging hebben om islamisten te verexcuseren: atheïsten doen bij lange na niet genoeg moeite om haat tegen moslims een halt toe te roepen."

## Film
Op 11 december 2008 werd een gelijknamige documentaire uitgebracht die zich focust op dialogen tussen Harris en Nawaz en ook interviews met Douglas Murray en Ayaan Hirsi Ali bevat.